# .lv
Pour les articles homonymes, voir LV.
.lv est le domaine de premier niveau national (country code top level domain : ccTLD) attribué à la Lettonie. Il est géré par l'institut de mathématiques et d'informatique rattaché à l'université de Lettonie.
L'enregistrement des sites étrangers est permis. Quelques rares utilisations concernent des sites liés à Las Vegas ou liés au thème de l'amour (love en anglais), comme “my.lv”, “we.lv” ou encore “true.lv”. Cet usage reste néanmoins rare.